# Pruno
Pruno (en cors U Prunu) és un municipi francès, situat a la regió de Còrsega, al departament d'Alta Còrsega. L'any 1999 tenia 182 habitants.

## Demografia
| 1962 | 1968 | 1975 | 1982 | 1990 | 1999 |
| ---- | ---- | ---- | ---- | ---- | ---- |
| 230  | 245  | 157  | 145  | 129  | 182  |

## Administració
| Període   | Identitat    | Partit | Qualitat |  |
| --------- | ------------ | ------ | -------- |  |
| 2001-2008 | Charles Poli |        |          |  |